# Säynäjäselkä
Säynäjäselkä är en kulle i Finland. Den ligger i Rovaniemi i landskapet Lappland, i den norra delen av landet, 700 km norr om huvudstaden Helsingfors. Toppen på Säynäjäselkä är 250 meter över havet, eller 51 meter över den omgivande terrängen. Bredden vid basen är 4,0 km. Säynäjäselkä ligger vid sjön Ala-Säynäjä.
Terrängen runt Säynäjäselkä är huvudsakligen platt. Runt Säynäjäselkä är det mycket glesbefolkat, med 2 invånare per kvadratkilometer. Det finns inga samhällen i närheten. 